# Raymond Gendre
Pour les articles homonymes, voir Gendre (homonymie).
Raymond Gendre est un homme politique français né le 22 juillet 1840 à Saint-Germain-de-Belvès (Dordogne) et décédé le 16 juillet 1917 à Condé-en-Brie (Aisne).

## Biographie
Avocat à Bordeaux, puis à Sarlat, il est également viticulteur exploitant. Conseiller municipal de Saint-Germain-de-Belvès, maire à plusieurs reprises entre 1877 et 1899. Il est député de la Dordogne de 1893 à 1898 sous l'étiquette « candidat radical-socialiste indépendant ». Il est conseiller à la Cour d'appel de Pondichéry en 1887-1888, et juge de paix à Condé-en-Brie à partir de 1908.

## Sources
- « Raymond Gendre », dans le Dictionnaire des parlementaires français (1889-1940), sous la direction de Jean Jolly, PUF, 1960 [détail de l’édition]